# Plectiscidea moerens
Plectiscidea moerens là một loài tò vò trong họ Ichneumonidae.